# پنی پریتزکر
پنی پریتزکر (انگلیسی: Penny Pritzker؛ زادهٔ ۲ مهٔ ۱۹۵۹) یک سیاست‌مدار اهل ایالات متحده آمریکا است که در کابینه باراک اوباما عنوان سی و هشتمین وزیر تجارت ایالات متحده را دارد